# La Ventafocs (pel·lícula de 1973)
La Ventafocs (títol original en txec, Tři oříšky pro Popelku; títol original en alemany, Drei Haselnüsse für Aschenbrödel) és una pel·lícula de producció txecoslovaca i alemanya de l'Est de 1973 basada en el conte de fades de La Ventafocs. Es va doblar al català el 1977; va ser la primera vegada que un film infantil es doblava a aquesta llengua.
Va ser dirigit per Václav Vorlíček en una coproducció entre DEFA-Studio für Spielfilme i Barrandov Studios. La història es basava en el conte de fades O Popelce escrit per Božena Němcová (una variació bohèmia del clàssic conte de la Ventafocs). Amb els anys, s'ha convertit en una pel·lícula de vacances de Nadal popular a molts països europeus.
L'estrena de la pel·lícula va ser al cinema Sevastopol de Praga el 26 d'octubre de 1973. Després d'estrenar-se als cinemes de la Unió Soviètica l'1 de novembre de 1973 i a Txecoslovàquia el 16 de novembre, la pel·lícula es va estrenar al Berlín Oriental el març de 1974.